# Prix Bordin
Le prix Bordin est un prix français décerné depuis 1835 par les cinq académies composant l'Institut de France.

## Historique
Ce prix a été créé par Charles-Laurent Bordin, notaire à Paris de 1794 à 1820, qui, par son testament en date du 7 avril 1835, a légué à l'Institut de France 12 000 francs de rente destinés à la fondation de cinq prix annuels à décerner par chacune des cinq académies composant l'Institut : 
- l'Académie française, afin d'« encourager la haute littérature » ; le prix a été décerné de façon irrégulière jusqu'en 1988[3] ;
- l'Académie des inscriptions et belles-lettres ; ouvrages couronnés depuis 1990[4] ;
- l'Académie des sciences : l'attribution du prix est liée à un concours organisé par l'académie[2] ; ainsi en 1933 l'Académie propose un sujet lié aux séries de Fourier et couronne le mathématicien Szolem Mandelbrojt pour son mémoire Sur l'unicité des séries de Fourier[5] ;
- l'Académie des sciences morales et politiques : le prix, biennal, est décerné à des « ouvrages portant sur des sujets touchant à l'intérêt public, au bien de l'humanité, au progrès de la science et à l'honneur national. »[6] ;
- l'Académie des beaux-arts, pour récompenser des ouvrages sur la peinture, la sculpture, l’architecture, la gravure ou la musique.

## Lauréats de l'Académie française

### De 1857 à 1899
- 1857 : Eugène Rosseeuw Saint-Hilaire pour Histoire d'Espagne
- 1859 : Nicolas Eugène Géruzez pour Histoire de la littérature française depuis ses origines jusqu'à la Révolution et pendant la Révolution
- 1860 : Louis Ratisbonne pour la traduction en vers de Dante
- 1861 : André Sayous (1808-1870) pour Histoire de la littérature française à l'étranger pendant le XVIIIe siècle
- 1862 : 
  - Léon Halévy pour sa traduction en vers des Tragiques grecs
  - Auguste Lacaussade pour Poèmes et paysages
- 1863 : Ferdinand Béchard pour Droit municipal dans l'antiquité et Droit municipal au moyen âge
- 1865 : 
  - Jules Bonnet pour Récits du XVIe siècle, Aonio Paleario, étude sur la Réforme en Italie et Olympia Morata
  - Eugène Fallex (1824-1905) pour la Traduction en vers d'Aristophane
  - Édélestand Pontas du Méril pour Histoire de la comédie
  - Eugène Rosseeuw Saint-Hilaire pour Histoire d'Espagne
- 1866 : Alphonse Dantier (1810-1885) pour Les monastères bénédictins d'Italie
- 1867 : Elme-Marie Caro pour La philosophie de Gœthe
- 1868 : Emmanuel Henri Victurnien de Noailles pour Henri de Valois et la Pologne en 1572
- 1869 : Alexis Chassang pour Le Spiritualisme et l’Idéal dans la poésie des Grecs
- 1870 : 
  - Guillaume-Alfred Heinrich pour Histoire de la littérature allemande
  - Constant Martha pour Poème de Lucrèce
- 1871 : Alfred Fouillée pour La philosophie de Platon
- 1872 : Jules Gauthier pour Histoire de Marie Stuart
- 1873 : Georges Perrot pour L’éloquence politique et judiciaire à Athènes
- 1874 : 
  - Adolphe Bossert pour La littérature allemande au moyen âge et les origines de l’épopée germanique, Goethe, ses précurseurs et ses contemporains et Goethe et Schiller
  - Jules Sauzay pour Histoire de la persécution révolutionnaire dans le département du Doubs de 1789 à 1801
- 1875 : Gustave Desnoiresterres pour Voltaire et la société française au XVIIIe siècle
- 1876 : 
  - Ernest Daudet pour Histoire du ministère de M. de Martignac, sa vie politique et les dernières années de la Restauration
  - Jules Levallois pour Corneille inconnu
- 1877 : François-Régis Chantelauze pour Marie Stuart, son procès et son exécution
- 1878 : 
  - Arthur de Gobineau pour La Renaissance
  - Gustave Merlet pour Tableau de la littérature française de 1800-1815
- 1879 : 
  - Ernest Lichtenberger pour Étude sur les poésies lyriques de Goethe
  - Charles Schmidt pour Histoire littéraire de l’Alsace
- 1880 : Henri Baudrillart pour Histoire du luxe privé et public depuis l’antiquité jusqu’à nos jours
- 1881 :
  - Mme veuve Paul Albert
  - Émile Gebhart pour Les origines de la Renaissance
  - Julian Klaczko pour Causeries florentines
- 1882 :
  - Georges Pallain pour Correspondance inédite du prince de Talleyrand et du roi Louis XVIII pendant le Congrès de Vienne
  - Albert Vandal pour Louis XV et Élisabeth de Russie
- 1883 : Ferdinand Brunetière pour Le roman naturaliste et Études critiques sur l’histoire de la littérature française
- 1884 : 
  - James Darmesteter pour Essais orientaux
  - Georges Duruy pour Le cardinal Carlo Carafa
- 1885 : 
  - Prince Emmanuel de Broglie (1854-1926) pour Fénelon à Cambrai, d’après sa correspondance (1699-1715)
  - Mgr François Laouënan (1822-1892) pour Le brahmanisme et ses rapports avec le judaïsme et le christianisme
- 1886 : 
  - Charles Bénard pour La philosophie ancienne
  - Comte Charles de Baillon (1816-1889) pour Henriette-Anne d’Angleterre, duchesse d’Orléans
  - Gustave-Armand-Henri de Reiset pour Modes et usages au temps de Marie-Antoinette
- 1887 : 
  - Émile Bérard-Varagnac (1849-1925) pour Portraits littéraires
  - Jacques Denis (1821-1886) pour La Comédie grecque
- 1888 : 
  - Prince Georges Bibesco (1834-1902) pour Au Mexique, 1862. Combats et retraite des Six Mille
  - Stéphen Liégeard pour La côte d’Azur
  - René Millet pour La France provinciale
- 1889 : Charles Ravaisson-Mollien pour Les manuscrits de Léonard de Vinci
- 1890 : 
  - Abbé Antonin Fabre (1837-1919) pour Chapelain et nos deux premières Académies
  - Alfred Marchand pour Les poètes lyriques de l’Autriche
  - Maurice Paléologue pour Vauvenargues
  - Gabriel Sarrazin pour La Renaissance de la poésie anglaise (1798-1889) et les poètes modernes de l’Angleterre
  - Émile Simond (1852-1922) pour Histoire du 28e régiment de ligne
- 1891 : 
  - Georges Bengesco (1848-1922) pour Voltaire
  - Auguste Couat pour Aristophane et l’ancienne comédie attique
  - Théodore Reinach pour Mithridate Eupator, roi de Pont
- 1892 : 
  - Charles Ravaisson-Mollien pour Les manuscrits de Léonard de Vinci
  - Eugène Titeux (1838-1909) pour Histoire de la Maison militaire du Roy, de 1814 à 1830
- 1893 : 
  - Vicomtesse Bardonnet pour Mémoires et souvenirs du baron Hyde de Neuville
  - Charles Dardier (1820-1893) pour Paul Rabaut, ses lettres à Antoine Court (1739-1755) et Paul Rabaut, ses lettres à divers (1744-1794)
  - Charles de Moüy pour L’ambassade du duc de Créqui (1662-1665)
  - Charles Lenthéric pour Le Rhône, histoire d’un fleuve
- 1894 : 
  - Victor Cucheval pour Histoire de l’éloquence romaine depuis la mort de Cicéron jusqu’à l’avènement de l’empereur Hadrien
  - Antoine Guillois (1855-1913) pour Le salon de Madame Helvétius. Cabanis et les idéologues
  - Hippolyte Parigot (1861-1948) pour Le théâtre d’hier
  - Auguste Rey (1837-1915) pour Les cahiers de Saint-Prix
  - Léopold Sudre (1855-1932) pour Les sources du roman de Renart
- 1895 : 
  - Clément de La Jonquière (1858-1906) pour L’armée à l’Académie
  - Théophile Funck-Brentano pour L’homme et sa destinée
  - Jean-Jules Jusserand pour Histoire littéraire du peuple anglais, des origines à la Renaissance
  - Théodore Gosselin, dit G. Lenotre pour Paris révolutionnaire
- 1896 : 
  - Ferdinand Belin (1837-1908) pour Histoire de l’ancienne université de Provence : Aix
  - Robert de la Sizeranne pour La peinture anglaise contemporaine
- 1897 : 
  - Henry Bordeaux pour La Vie et l’Art
  - Francis de Pressensé pour Le Cardinal Manning
  - Eugène Ritter (1836-1928) pour La famille et la jeunesse de Rousseau
- 1898 : 
  - Dr Maurice de Fleury (1860-1931) pour Introduction à la médecine de l’esprit
  - Henri Druon (1819-1908) pour Histoire de l’éducation des princes dans la Maison des Bourbons de France
  - Georges Goyau pour L’Allemagne religieuse : le Protestantisme
- 1899 : 
  - Henry Lapauze pour Les pastels de De La Tour à Saint-Quentin
  - Abbé Constantin Lecigne (1864-1915) pour Brizeux, sa vie et ses œuvres

### De 1900 à 1939
- 1900 : 
  - Comte Théodore Paul Émile Ducos pour La mère du duc d’Enghien (1750-1822)
  - Émile Dupré-Lasale (1817-1909) pour Michel de l’Hospital (1555-1960)
  - Henri Lichtenberger pour Richard Wagner, poète et penseur
  - Louis Maigron (1866-1954) pour Le roman historique à l’époque romantique
  - Jean-Baptiste Mispoulet pour La vie parlementaire à Rome sous la République
- 1901 :
  - Henry Fouquier pour Philosophie parisienne
  - Victor Giraud pour Essais sur Taine, son œuvre et son influence
  - Georges Le Bidois pour La vie dans la tragédie de Racine
- 1902 :
  - André Bellessort pour La société japonaise
  - André Le Breton (1860-1931) pour Le roman français au XIXe siècle avant Balzac
  - Édouard Ruel (1847-1896) pour Du sentiment artistique dans la morale de Montaigne
- 1903 :
  - Paul Allard pour Julien l’Apostat
  - Ignác Kont (1856-1912) pour Étude sur l’influence de la littérature française en Hongrie (1772-1896)
  - Adolphe Liéby (1865-1907) pour Étude sur le théâtre de Marie Joseph Chénier
  - Francisque Vial pour L’enseignement secondaire et la démocratie
- 1904 :
  - Victor de Swarte (1848-1917) pour Descartes directeur spirituel
  - Paul Gautier (1866-19..) pour Madame de Staël et Napoléon
  - Paul et Victor Glachant (1865-1904 et 1864-1941) pour Essai critique sur le théâtre de Victor Hugo
  - Gustave Michaut pour Sainte-Beuve avant les lundis
- 1905 :
  - Charles ab der Halden pour Études de littérature canadienne française
  - Adolphe Bossert pour Schopenhauer
  - René Canat (1873-19..) pour Du sentiment de la solitude morale chez les romantiques et les parnassiens
  - Émile Dard pour Le général Choderlos de Laclos (1741-1803)
  - Paul Decharme pour La critique des traditions religieuses chez les Grecs, des origines au temps de Plutarque
- 1906 :
  - Alfred Barbeau (1867-....) pour Une ville d’eaux anglaise au XVIIIe siècle
  - Philippe Godet pour Madame de Charrière et ses amis (1740-1805)
  - Édouard Herriot pour Madame Récamier et ses amis
  - Samuel Rocheblave (1854-1944) pour George Sand et sa fille d’après leur correspondance inédite
- 1907 :
  - Jean Baruzi pour Leibniz et l’organisation religieuse de la terre
  - Marc Citoleux (1870-1937) pour La poésie philosophique au XIXe siècle : Lamartine. Mme Ackermann
  - Camille Latreille pour Joseph de Maistre et la Papauté
  - Julien Luchaire pour Essai sur l'évolution intellectuelle de l'Italie, de 1815 à 1830
- 1908 :
  - Albert Cassagne pour La théorie de l’art pour l’art
  - Angelo De Gubernatis pour La poésie amoureuse de la Renaissance italienne
  - Louis Delaruelle (1871-1949) pour Guillaume Budé
  - Guillaume Hüszar (1872-1931) pour Molière et l’Espagne
  - Clodius Piat pour Les philosophes grecs : Socrate, Aristote, Platon
- 1909 :
  - Abbé Jules Charrier (1850-19..) pour Claude Fauchet, évêque constitutionnel du Calvados (1744-1793)
  - Georges Dalmeyda pour Goethe et le drame antique
  - René Radouant (1862-19..) pour Guillaume du Vair (1556-1596)
- 1910 :
  - Abbé Joseph Dedieu (1878-1960) pour Montesquieu et la tradition politique anglaise en France
  - Charles Drouhet (1879-1940) pour Le poète François Mainard (1583-1646)
  - Gabriel Maugain (1872-1950) pour Étude sur l’évolution intellectuelle de l’Italie de 1657 à 1750 environ
  - François Vézinet pour Molière, Florian et la littérature espagnole
- 1911 :
  - Victor Giraud pour Blaise Pascal. L’homme, l’œuvre, l’influence
  - Paul Hazard pour La Révolution française et les lettres italiennes
  - Philippe Millet (1880-1923) pour La crise anglaise
- 1912 :
  - Napoléon-Maurice Bernardin pour L’abbé Frifillis
  - Alfred Jeanroy pour Giosué Carducci, l’homme et le poète
  - Hippolyte Loiseau (1868-19..) pour L’évolution morale de Goethe. Les années de libre formation (1749-1794)
  - Émile Magne pour Voiture et les origines de l’hôtel de Rambouillet (1597-1635)
  - Abbé Auguste Rochette pour L’Alexandrin chez Victor Hugo
- 1913 :
  - Louis-Frédéric Choisy (1877-1937) pour Alfred Tennyson, son spiritualisme, sa personnalité morale
  - Joseph Drouet (1885-1918) pour L’abbé de Saint-Pierre, l’homme et l’œuvre
  - Jean Lucas-Dubreton (1883-1972) pour La disgrâce de Nicolas Machiavel. Florence (1469-1527)
  - Charles Régismanset pour Le bienfaiteur de la ville
- 1914 :
  - Joseph-Émile Dresch (1871-1958) pour Le roman social en Allemagne (1850-1900)
  - Christian Maréchal (1875-1949) pour La famille de La Mennais sous l’ancien Régime et la Révolution
  - Jean Nesmy (1876-1959) pour Le roman de la forêt
  - Henry Prunières pour L’opéra italien en France avant Lulli
- 1916 :
  - M. Alline
  - Ernest-Amédée de Renty
  - François Gébelin
  - Marcel Godet (1882-1914) pour La Congrégation de Montaigu
  - Amédée Guiard
  - Capitaine Joachim Merlant (1875-1919)
  - Paul Peyre pour Du droit et du devoir de l’éducation
  - André Ruplinger pour Charles Bordes, membre de l'Académie de Lyon (1711-1781)
- 1917 :
  - Louis Cario pour Annette, un été au pays basque
  - Marcel Dupont pour En campagne
  - Pompiliu Eliade pour La Roumanie au XIXe siècle
  - René La Bruyère pour Deux années de guerre navale
  - Léon Lahovary pour Les Lauriers et les Glaives
- 1918 :
  - Édouard Guyot pour L’Angleterre (sa politique intérieure)
  - Albert Monod (1877-1922) pour De Pascal à Châteaubriand
  - Léon Rosenthal pour Du romantisme au réalisme
  - Paul Van Tieghem (1871-1948) pour Ossian en France
- 1919 :
  - Albert Chérel (1880-1962) pour Fénelon au XVIIIe siècle en France
  - Émile Ripert pour La Renaissance provençale (1800-1860)
- 1920 :
  - Albert Autin (1883-1963) pour La maison en deuil
  - Capitaine A. Dutil pour Les chars d’assaut
  - Casimir-Alexandre Fusil (1871-19..) pour La poésie scientifique de 1750 à nos jours
  - Édouard Guyot pour H.-G. Wells
  - Raymonde Machard pour Tu enfanteras
  - Jean Suberville (1887-1953) pour Le théâtre d’Edmond Rostand
  - Benjamin Vallotton pour Ceux de Barivier
- 1921 :
  - Louis-Frédéric Choisy (1877-1937) pour Sainte-Beuve, l’homme et le poète
  - Pierre de Labriolle pour Histoire de la littérature latine chrétienne
  - Léon Deffoux et Émile Zavie pour Le groupe de Médan
  - Ernest Delahaye pour Verlaine
  - L. Letellier pour Louis Bouilhet, sa vie, ses œuvres
  - Henri Morice (1873-1965) pour La poésie de Sully-Prud’homme
- 1922 :
  - Clara Longworth de Chambrun (1873-1954) pour Giovanni Florio
  - Henri Girard (1877-1935) pour Un bourgeois dilettante à l’époque contemporaine, Émile Deschamps
  - Gonzague Truc pour Tibériade
  - Philippe Van Tieghem (1871-1948) pour La poésie de la nuit et des tombeaux en Europe au XVIIIe siècle
  - Maurice Vaussard pour L’intelligence catholique dans l’Italie au XXe siècle
- 1923 :
  - Jacques Arnavon (1877-1949) pour La représentation de la Comédie classique. Notes sur l’interprétation de Molière
  - Alexandre Masseron pour Les énigmes de la Divine Comédie
  - Joseph Segond (1872-1954) pour L’Imagination
  - Édouard Thamiry (1871-1941) pour De l’influence et La méthode d’influence de Saint-François-de-Sales
- 1924 :
  - Émile Dermenghem pour Joseph de Maistre mystique
  - René Galland (1883-1938) pour Georges Meredith (1828-1878)
  - Jean Larat pour La tradition et l’exotisme dans l’œuvre de Charles Nodier
  - Maurice Legendre pour Portrait de l’Espagne
  - Charles Loiseau (1861-1945) pour Politique romaine et sentiment français
  - Frederick Charles Roe (1894-19..) pour Taine et l’Angleterre
- 1925 :
  - Adolphe Coster (1863-1930) pour Luis de Léon
  - Dr Maurice de Fleury (1860-1931) pour L’Angoisse humaine
  - Camille Looten pour Shakespeare et la religion
  - Arthur Lytton Sells (1895-....) pour Les sources françaises de Goldsmith
  - Paul Tuffrau pour Raoul de Cambrai
- 1926 :
  - Ernest de Ganay pour Chantilly au XVIIIe siècle
  - Cornelis Kramer pour André Chénier et la poésie parnassienne
  - Maurice Levaillant pour Splendeurs et misères de M. de Chateaubriand
  - Émile Pons pour Swift, les années de jeunesse et le "conte du tonneau"
  - Albert Valentin (1874-1930) pour Giovanni Pascoli, poète lyrique
- 1927 :
  - Geneviève Bianquis pour La poésie autrichienne de Hofmannsthal à Rilke
  - Georges Connes pour Étude sur la pensée de H. G. Wells
  - Clara Longworth de Chambrun (1873-1954) pour Shakespeare, auteur, poète
  - A. Augustin-Thierry (1870-1956) pour La princesse Beljiojoso
- 1928 :
  - Paul Berret (1861-1943) pour Victor Hugo
  - Robert Chantemesse (1889-19..) pour Le roman inconnu de la duchesse d’Abrantès
  - John Charpentier (1880-1949) pour Coleridge
  - Maurice Magendie (1884-1944) pour Du nouveau sur l’Astrée
  - Pierre Moreau (1895-1972) pour Chateaubriand, l’homme et la vie, le génie et les livres
  - Marcel Raymond pour L’influence de Ronsard sur la poésie française
- 1929 :
  - Fernand Desonay pour Le rêve hellénique chez les poètes parnassiens
  - Robert d'Harcourt pour La jeunesse de Schiller
  - Lucien Maury pour L’imagination scandinave
  - James Sirven pour Les années d’apprentissage de Descartes
- 1930 :
  - Jules Chaix-Ruy (1896-1986) pour De Renan à Jacques Rivière
  - René Grousset pour Sur les traces de Bouddha
  - Jules Legras pour La littérature en Russie
- 1931 :
  - Marguerite Aron pour Un animateur de la jeunesse au XIIIe siècle. Bx Jourdain de Saxe
  - Charles Felgères (1859-1939) pour Scènes et tableaux de l’histoire d’Auvergne
  - Émilie Romieu pour La Vie de George Eliot et La Vie des sœurs Brontë
- 1932 :
  - Maurice Bardon pour Don Quichotte en France au XVIIe et au XVIIIe siècle
  - Claire-Éliane Engel pour La littérature alpestre
  - Pierre Lyautey pour L’Empire colonial français
  - Jacques Meniaud (1877-1938) pour Les pionniers du Soudan
- 1933 :
  - Henri Ghéon pour Promenades avec Mozart
  - Agnès de La Gorce pour Francis Thomson et les poètes catholiques d’Angleterre
  - Régis Jolivet pour Saint Augustin et le néoplatonisme
  - Raymond Las Vergnas pour W.-M. Thackeray
  - Maurice Magendie (1884-1944) pour Le roman français au XVIIe siècle
  - Henriette Psichari (1884-1972) pour Ernest Psichari, mon frère
- 1934 :
  - Paul Dudon (1859-1941) pour Saint Ignace de Loyola
  - Jean Guitton pour La philosophie de Newman
  - Pierre Humbert pour Un amateur : Peiresc
  - Jean Lescoffier pour Bjorson
- 1935 :
  - R.P. François Charmot (1881-1965) pour L'Humanisme et l'Humain
  - André Fauconnet pour Études sur l'Allemagne
  - Modeste Lioudvigovitch Hofmann (1887-1959) et André Pierre (1887-1966) pour La vie de Tolstoï
  - Louis Jalabert pour Syrie et Liban
  - René Lote pour Histoire de la culture allemande
  - Pierre Séchaud pour Victor de Laprade, l'homme, son œuvre poétique
- 1936 :
  - Alexis Carrel pour L'homme, cet inconnu
  - Robert d'Harcourt pour Goethe et l’art de vivre
  - R.P. Paul Henry, S.J. (1906-1984) pour Plotin et l'Occident
  - Isabelle Rivière pour Le bouquet de roses rouges
  - Véga pour Henri Heine peint, par lui-même et par les autres
- 1937 :
  - Jacques Arnavon (1877-1949) pour L’École des femmes, de Molière
  - Jacques de Broglie (1878-1974) pour Madame de Staël et sa cour au château de Chaumont
  - Léon-Basile Guerdan pour Un ami oriental de Barrès, Tigrane Yergate
  - Robert Mattlé pour Lamartine voyageur
  - Joannes Van der Lugt pour L'action religieuse, de Ferdinand Brunetière
- 1938 :
  - Jean Cathala (1905-1991) pour Portrait de l'Estonie
  - Yves Congar pour Chrétiens désunis
  - René Dollot pour L’Afghanistan
  - Lucienne Portier pour Antonio Fogazzaro
  - Auguste Thomazi pour Les flottes de l'or
  - Henri de Ziégler (1885-1970) pour Vie de l'Empereur Frédéric II de Hohenstaufen
- 1939 :
  - Raymond Christoflour (1888-1970) pour Louis le Cardonel
  - Jean Wahl pour Études Kierkegardiennes

### De 1940 à 1988
- 1940 :
  - Marie Delcourt pour Périclès
  - Alexandre Masseron pour Pour comprendre la Divine Comédie
  - Anatole Rivoallan (1886-1976) pour Littérature irlandaise contemporaine
- 1941 : Albert Dauzat pour Tableau de la langue française
- 1942 : Pierre-Henri Simon
- 1943 : Philippe Bertault (1879-1970) pour Balzac et la Religion
- 1944 : Joseph Desaymard (1878-1946) pour L'Auvergne dans les lettres contemporaines
- 1945 : Eugène David-Bernard (1873-1963) pour La conquête de Madagascar
- 1946 : 
  - Floris Delattre pour La personnalité d’Auguste Angelier
  - Edmond Delucinge pour Images littéraires de Savoie
  - Henri Morier pour Le rythme du vers libre symboliste
  - Auguste Viatte pour Victor Hugo et les illuminés de son temps
- 1947 : Victor-Henry Debidour pour Saveur des lettres
- 1948 :
  - Clara Longworth de Chambrun (1873-1954) pour Shakespeare retrouvé
  - Albert Lopez pour Un poète et sa divine
  - Charles Mauron pour L'homme triple
  - Dr Ludovic O'Followell (1872-19..) pour La vie manquée de Félix Arvers
  - Maurice Ricord (1906-1967) pour Louis Bertrand l'Africain
  - André Trofimoff pour Au jardin des muses françaises
- 1949 : John Charpentier (1880-1949) pour Alexandre Dumas
- 1950 :
  - Raphaël Barquissau pour Les poètes créoles du XVIIIe siècle
  - Claire-Éliane Engel pour Esquisses anglaises
- 1951 :
  - Louis Chaigne pour Vies et œuvres d'écrivains
  - André-Jean Festugière pour L'enfant d'Agrigente, suivi de Le grec et la nature
- 1952 :
  - Jacques-Henry Bornecque pour Les années d’apprentissage d'Alphonse Daudet
  - Abbé Pierre Sage (1901-1987) pour Le "bon prêtre" dans la littérature française
- 1953 : Jean Soulairol (1892-1959) pour Paul Valéry
- 1955 : Louis-Édouard Tabary pour Duranty
- 1956 : Auguste Haury pour L’Ironie et l’Humour chez Cicéron
- 1957 :
  - Yves Le Hir (1919-2005) pour Esthétique et structure du vers français
  - Yves du Parc pour Dans le sillage de Stendhal
- 1958 : Georges Cattaui pour T. S. Eliot
- 1959 : René Jasinski pour Vers le vrai Racine
- 1960 :
  - Victor Del Litto pour La vie intellectuelle de Stendhal
  - Renée Lelièvre pour Le Théâtre dramatique italien en France 1855-1940
- 1961 :
  - Aimée Alexandre pour Le Mythe de Tolstoï
  - André Lagarde et Laurent Michard pour Les grands auteurs français
- 1962 : Simone Blavier-Paquot pour La Fontaine, vues sur l’art du moraliste
- 1963 : Armand Pierhal (1897-1976) pour l'ensemble de son œuvre
- 1964 : Jean-Georges Ritz pour Le poète Gérard Manley Hopkins 1844-1889
- 1965 : Jean Mesnard pour l'Édition des Œuvres complètes de Pascal
- 1966 :
  - David Albert Griffiths pour Jean Reynaud, encyclopédiste de l’Époque romantique
  - Pierre Menanteau pour Images d’André Mage de Fiefmelin, poète baroque
- 1967 : Jean Onimus pour La Connaissance poétique
- 1968 : Edmée de La Rochefoucauld pour En lisant les cahiers de Paul Valéry
- 1969 : Henry Bonnier pour l'Édition des Œuvres complètes de Vauvenargues
- 1970 : Dominique Janicaud pour Une généalogie du spiritualisme français
- 1971 : Philippe Sellier pour Pascal et saint Augustin
- 1972 : Elie Wiesel pour Célébration hassidique
- 1973 :
  - Comité d'étude des termes techniques français
  - Dr Pierre Marchais (1924-....) pour Glossaire de Psychiatrie
- 1974 : François Châtelet pour L’Histoire de la philosophie
- 1975 :
  - Guillaume Guindey pour Le drame de la pensée dialectique, Hegel, Marx, Sartre
  - Marie-Dominique Philippe pour L’Être. Recherche d’une philosophie première
- 1976 : René Démoris (1935-2016) pour Le roman à la première personne
- 1977 : Mircea Eliade pour Histoire des croyances et des idées religieuses de l’âge de pierre aux mystères d’Eleusis
- 1978 :
  - Paul Bénichou pour Le temps des prophètes. Doctrine de l’âge romantique
  - Jean Lafond (1924-2009) pour La Rochefoucauld. Augustinisme et littérature
- 1979 : Abbé André Prévost pour L’Utopie de Thomas More
- 1980 :
  - Jacques Catteau (1935-2013) pour La création littéraire chez Dostoïevski
  - Michel Izard et Pierre Smith pour La fonction symbolique
- 1981 :
  - Paul-Laurent Assoun pour Freud et Nietzsche
  - François Bourricaud pour Le bricolage idéologique
  - Michel Crouzet pour Stendhal et le langage
  - Gérard Jorland pour La Science dans la philosophie
- 1982 :
  - Élisabeth de Fontenay pour Diderot ou le matérialisme enchanté
  - Daniel Oster pour Monsieur Valéry
- 1983 :
  - Jacques Scherer pour Racine et/ou la cérémonie
  - Louis Van Delft pour Le moraliste classique
- 1984 : René Godenne (1937-....) pour Les romans de Mademoiselle de Scudéry
- 1985 :
  - Alain Borer pour Un sieur Rimbaud se disant négociant
  - Jean Gaudon pour Victor Hugo, le Temps de la Contemplation
- 1986 : Benoît Mély (1951-2003) pour Jean-Jacques Rousseau, intellectuel en rupture
- 1987 : Christian de Bartillat pour Clara Malraux
- 1988 : Jacques Scherer pour Dramaturgies d’Oedipe

## Lauréats de l'Académie des inscriptions et belles-lettres

### Orientalisme
- 1861 : Hermann Zotenberg[7]
- 1904[8] : 
  - William Marçais pour Le Taqrîb de En-Nawawi, Le dialecte arabe parlé à Tlemcen et Les monuments arabes de Tlemcen.
  - Charles Fossey pour Manuel d'Assyriologie.
  - Antoine Cabaton pour Nouvelles Recherches sur les Chams.
- 1907[9] : 
  - Edmond Doutté pour Merrâkech.
  - Adamantios Adamantiou pour Chronique de Morée.
  - Armand Guérinot (1872-19..) pour Bibliographie du Jaïnisme.
  - Gaston Migeon pour Manuel d'art musulman.
  - Jean Touzard pour Grammaire hébraïque.
  - Henry de Castries pour Sources inédites de l'histoire du Maroc.
- 1910[10] : 
  - Hermine Hartleben pour Correspondance de Champollion.
  - Félix Lacôte (1873-1925) pour Essai sur Gunāḍhya et la "Bṛhatkathā".
  - François Martin (1867-1913) pour Lettres néo-babyloniennes.
  - Antoine Cabaton pour Catalogue sommaire des manuscrits sanscrits et pālis de la Bibliothèque nationale.
  - M. Delaporte pour La Chronographie syriaque d'Élie bâr Sinaya.
- 1913[11] : 
  - Étienne Lunet de Lajonquière (1861-1933) pour Inventaire descriptif des monuments du Cambodge.
  - Antoine Cabaton pour Catalogue sommaire des manuscrits indiens, indo-chinois et malayopolynésiens de la Bibliothèque nationale.
  - Léon Legrain (1878-1963) pour Le temps des rois d'Ur.
  - Emmanuel Podechard (1866-1951) pour L'Ecclésiaste.
  - Fulcran Vigouroux pour Dictionnaire de la Bible.
- 1916[12] : 
  - Edmond Fagnan (1846-1931) pour Mawerdi (Abou'l-Hasan ʿAli). Les Statuts gouvernementaux, ou Règles de droit public et administratif.
  - François Nau pour Les ménologes des évangéliaires coptes-arabes et Ammonas, successeur de saint Antoine.
- 1937[13] : 
  - Jean-Philippe Lauer pour Fouilles à Saqqarah.
  - Georges Ort-Geuthner pour Grammaire démotique du Papyrus magique de Londres et de Leyde.
- 1940[14] : 
  - Roman Ghirshman pour Fouilles de Sialk, près de Kashan
  - Armand Ruhlmann (1896-1948) pour Les Grottes préhistoriques d'"El Khenzira" (région de Mazagan) et Les Recherches de préhistoire dans l'extrême Sud marocain
- 1943[15] : 
  - Jean Sauvaget pour Alep : essai sur le développement d'une grande ville syrienne des origines au milieu du XIXe siècle.
  - Abbé Chaîne pour Notions de langue égyptienne. Langue du Nouvel-Empire.
  - Robert-C. Flavigny pour Le Dessin de l'Asie occidentale ancienne.
- 1946[16] : 
  - Jean Vercoutter pour Les objets égyptiens et égyptisants du mobilier funéraire carthaginois.
  - R.P. Robert de Langhe pour Les textes de Ras Shamra-Ugarit et leurs rapports avec le milieu biblique de l'Ancien Testament.
- 1949[17] :
  - Marcel Simon pour Verus Israël, les relations entre juifs et chrétiens dans l'empire romain (135-425).
  - Jean David-Weill pour Le Djami, d'Ibn Wahb
- 1952[18] : 
  - Pierre Merlat (1911-1959) pour Répertoire des inscriptions et monuments figurés du culte de Jupiter Dolichenus.
  - René Neuville pour Le paléolithique et le mésolithique du désert de Judée.
- 1958 : René Brunel (contrôleur civil, 18..-19..) pour  Le Monachisme errant dans l'Islam, Sidi Heddi et les Heddāwa[19].
- 1961 : Yvonne Rosengarten (1910-2000) pour Le Régime des offrandes dans la société sumérienne et Le concept sumérien de consommation dans la vie économique et religieuse[20].
- 1964 : René Labat pour Manuel d’épigraphie akkadienne : signes, syllabaires, idéogrammes[21].
- 1967 : Toufic Fahd (1923-2009) pour La Divination arabe, études religieuses, sociologiques et folkloriques sur le milieu natif de l'Islam[22].
- 1970 : Maurice Birot pour Tablettes économiques et administratives d'époque babylonienne ancienne[23].
- 1973 : Jean-Claude Goyon pour Confirmation du pouvoir royal au nouvel an[24].
- 1976 : André Raymond pour Artisans et commerçants au Caire au XVIIIe siècle[25].
- 1979 : Arion Roșu pour Les conceptions psychologiques dans les textes médicaux indiens[26].
- 1982 : Centre de documentation et de recherche sur la civilisation khmère[27].
- 1985 : Francesca Bray pour Science and civilisation in China (Volume 6)[28].
- 1991 : Nathalie Beaux pour Le cabinet de curiosités de Thoutmosis III. Plantes et animaux du « Jardin botanique » de Karnak.
- 1994 : Joseph Mélèze-Modrzejewski pour l’ensemble de son œuvre.
- 1997 : Audran Labrousse pour L’architecture des pyramides à textes. I, Saqqara Nord.
- 2000 : Adnan Bounni, Jacques Lagarce et Élisabeth Lagarce pour Ras Ibn Hani. I, Le palais nord du Bronze récent. Fouilles 1979-1995, synthèse préliminaire.
- 2003 : Bruno Dagens et Marie-Luce Barazer-Billoret pour traduction du Rauravâgama : un traité de rituel et de doctrine shivaïtes.
- 2006 : Jean-Loïc Le Quellec pour Du Sahara au Nil. Peintures et gravures d’avant les pharaons.
- 2009 : Florence Jullien pour Le monachisme en Perse. La réforme d’Abraham le Grand, père des moines de l’Orient.
- 2010 : Abdelhamid Fenina pour Numismatique et histoire de la monnaie en Tunisie.
- 2012 : Aram Mardirossian (1970-....) pour La collection canonique d’Antioche. Droit et hérésie à travers le premier recueil de législation ecclésiastique (IVe s.).
- 2015 : Philippe Vallat pour Épître sur l’intellect d’Abū Nasr al-Fārābī.
- 2019 : Anna Caiozzo (1962-....) pour Le Roi glorieux. Les imaginaires de la royauté d’après les enluminures du Shāh Nāma de Firdawsī aux époques timouride et turkmène.
- 2021 : Géraud Poumarède pour L’Empire de Venise et les Turcs, XVIe – XVIIe siècles[29].

### Antiquité classique
- 1901 : Alfred Foucher pour son mémoire portant la devise Une page nouvelle dans l'histoire de l'art grec (E. Curtius)[30].
- 1903[31] : 
  - Charles Lécrivain pour son mémoire portant pour devise In labore solatium.
  - Léon Homo pour son mémoire portant pour devise Quid de Historia Augusta sentiendum.
  - M. Colin pour son mémoire portant pour devise Furor est, si alienigenae homines, plus lingua et moribus et legibus quam maris terrarumque spatio discreti, etc., etc..
- 1905[32] : 
  - Gustave Glotz pour La solidarité de la famille dans le droit criminel en Grèce.
  - Auguste Audollent pour Carthage romaine.
- 1908[33] : 
  - Gustave Lefebvre pour Fragments d’un manuscrit de Ménandre.
  - Henri Bornecque pour Les clausules métriques latines.
  - Victor Chapot (1873-1954) pour La Frontière de l'Euphrate, de Pompée à la conquête arabe.
  - Henri Legras pour La Table latine d'Héraclée.
  - Léon Robin pour La Théorie platonicienne des idées et des nombres d'après Aristote.
- 1911[34] : 
  - Philippe-Ernest Legrand pour Daos, tableau de la Comédie grecque pendant la période dite nouvelle.
  - Camille Sourdille (1869-1935) pour Hérodote et la religion de l'Égypte et La Durée et l'étendue du voyage d'Hérodote en Égypte.
  - Charles Plésent pour Le culex, étude sur l'alexandrinisme latin.
  - Alfred Besançon pour Les Adversaires de l'hellénisme à Rome pendant la période républicaine.
- 1914[35] : 
  - Eugène de Faye (1860-1929) pour Gnostiques et gnosticisme.
  - Waldemar Deonna pour L'Archéologie.
  - Jean Lesquier (1879-1921) pour Les Institutions militaires de l'Égypte.
  - Raymond Billiard pour La vigne dans l'Antiquité.
- 1917[36] : 
  - Jean Maspero pour Papyrus grecs d'époque byzantine.
  - Pierre Gusman pour L’Art décoratif de Rome de la fin de la République au IVe siècle.
- 1923[37] : 
  - Robert Fawtier pour Sainte Catherine de Sienne.
  - Armand Delatte (1886-1964) pour Essai sur la politique pythagoricienne
  - Jules Marouzeau pour L'ordre des mots dans la phrase latine
- 1938[38] : 
  - André-Jean Festugière pour Contemplation et vie contemplative selon Platon
  - Paul Cloché (1881-1961) pour Démosthènes et la fin de la démocratie athénienne
- 1941[39] : 
  - Marcel Durry pour son édition du Panégyrique de Trajan
  - M. Cordier pour ses études sur le vocabulaire épique de l'Enéide
  - R.P. Marius Soffray pour ses Recherches sur la syntaxe de saint Jean Chrysostome d'après les "Homélies sur les statues"
- 1944[40] : 
  - André Loyen pour Sidoine Apollinaire et l'esprit précieux en Gaule aux derniers jours de l'Empire.
  - André Magdelain pour Essai sur les origines de la sponsio.
- 1947[41] : 
  - William Seston pour Dioclétien et la tétrarchie.
  - Jacqueline Duchemin pour L'Agôn dans la tragédie grecque.
  - Robert Marichal pour L'Occupation romaine de la Basse-Egypte, le statut des "auxilia".
  - Émile Szlechter pour Le contrat de société en Babylonie, en Grèce et à Rome.
- 1950[42] : 
  - Pierre Fabre pour Saint Paulin de Nole et l'amitié chrétienne.
  - Docteur R. Pépin pour "Liber medicinalis" de Quintus Serenus (Serenus Sammonicus).
- 1953[43] : 
  - Paul Cloché (1881-1961) pour Thèbes de Béotie, des origines à la conquête romaine.
  - Jean Irigoin pour Histoire du texte de Pindare.
- 1955[44] : 
  - André Parrot pour Archéologie mésopotamienne. II, Technique et Problèmes.
  - Maurice Mercier (18..-1958) pour Le feu grégeois.
- 1956 : Christian Courtois pour Les Vandales et l'Afrique[45]
- 1959[46] : 
  - Georges Vallet pour Rhégion et Zancle.
  - Henri Le Bonniec (1915-1994) pour Le culte de Cérès à Rome.
- 1962 : Hans-Georg Pflaum pour Les carrières procuratoriennes équestres sous le haut-empire romain[47].
- 1965 : François Chamoux pour La Civilisation grecque à l'époque archaïque et classique[48].
- 1968 : Marcel Le Glay pour Saturne africain, Histoire et Monuments[49].
- 1971 : Michel Labrousse pour Toulouse antique[50].
- 1974 : Goulven Madec pour Saint Ambroise et la philosophie[51].
- 1977 : Madeleine Bonjour (....-1987) pour Terre natale. études sur une composante affective du patriotisme romain[52].
- 1980 : Robert Amy et Pierre Gros pour La maison Carrée de Nîmes[53].
- 1983 : Jean-Marie Dentzer pour Le motif du banquet couché dans le Proche-Orient et le monde grec du VIIe au IVe siècle avant J.-C.[54].
- 1986 : Madeleine Jost pour Sanctuaires et cultes d'Arcadie[55].
- 1988 : Marie-Ange Bonhême pour Les Noms royaux dans l'Égypte de la troisième période intermédiaire[56].
- 1989 : André Tchernia (1936-....) pour Le vin de l'Italie romaine : essai d'histoire économique d'après les amphores[57].
- 1992 : Alexandre Grandazzi pour La fondation de Rome. Réflexion sur l’histoire.
- 1995 : René Ginouvès à titre posthume.
- 1998 : François de Callataÿ pour L’histoire des guerres mithridatiques vues par les monnaies.
- 2001 : Galien pour Exhortation à l’étude de la médecine, Art médical II. Édition et traduction par Véronique Boudon.
- 2004 : Bernard Holtzmann pour L’acropole d’Athènes.
- 2007 : Christophe Feyel pour Les artisans dans les sanctuaires grecs aux époques classique et hellénistique à travers la documentation financière en Grèce.
- 2013 : André Tchernia pour Les Romains et le commerce.
- 2016 : Hélène Dessales pour Le Partage de l’eau. Fontaines et distribution hydraulique dans l’habitat urbain de l’Italie romaine.
- 2020 : Pierre Judet de La Combe pour son ouvrage consacré à Homère et sa traduction dans Tout Homère de l’Iliade[58].

### Moyen Âge et Renaissance
- 1906[59] :
  - Jules Gay pour L'Italie méridionale et l'Empire byzantin depuis l'avènement de Basile Ier jusqu'à la prise de Bari par les Normands (867-1071).
  - Charles Samaran et Guillaume Mollat La fiscalité pontificale en France au xive siècle (période d'Avignon et grand schisme d'Occident).
  - Pierre Champion pour Guillaume de Flavy, capitaine de Compiègne.
- 1909[60] : 
  - Albert Vogt (1874-1942) pour Basile Ier, empereur de Byzance, 867-886, et la civilisation byzantine à la fin du IXe siècle.
  - Henri Quentin pour Les martyrologes historiques du Moyen Âge.
  - M. Wartmann pour Les vitraux suisses au musée du Louvre.
  - Paul Perdrizet pour La Vierge de Miséricorde.
- 1912[61] : 
  - Ferdinand Chalandon pour Jean II Comnène, 1118-1143, et Manuel I Comnène, 1143-1180.
  - Frédégand Callaey pour L'Idéalisme franciscain spirituel au XIVe siècle. Étude sur Ubertin de Casale.
  - Jean Longnon pour Chronique de Morée.
  - Dom Antonio Staerk pour Les manuscrits latins du Ve au XIIIe siècle conservés à la Bibliothèque impériale de Saint-Pétersbourg.
- 1915[62] : 
  - Henri Hauvette pour Boccace, étude biographique et littéraire.
  - René de Brebisson (1840-1919) pour Les Rabodanges.
- 1918[63] : 
  - André Blum (1881-1963) pour L'estampe satirique en France pendant les guerres de religion.
  - Abbé Charles Guéry (1854-1935) pour Histoire de l'abbaye de Lyre.
  - Arthur Långfors pour Les incipit des poèmes français antérieurs au XVIe siècle.
  - Eugène Parturier pour Délie, object de plus haulte vertu, édition critique par Maurice Scève.
- 1924 : Edmond Faral pour Les Arts poétiques du xiie et du xiiie siècles[64].
- 1939[65] : 
  - Georges Gaillard pour Les Débuts de la sculpture romane espagnole.
  - Louis-Fernand Flutre et K. Sneyders de Vogel pour Li Fet des Romains : compilé ensemble de Saluste et de Suetoine et de Lucan : texte du XIIIe siècle.
  - Charles de Tolnay pour Le Maître de Flémalle et les frères Van Eyck.
- 1942[66] : 
  - Suzanne Solente pour Le Livre des fais et bonnes meurs du sage roy Charles V par Christine de Pisan.
  - René Vielliard pour Les origines de la Rome chrétienne.
  - Pierre Daudet pour L'Etablissement de la compétence de l'Eglise en matière de divorce et de consanguinité.
- 1945 : Raymonde Foreville (1904-2002) pour L'Église et la royauté en Angleterre sous Henri II Plantagenêt (1154-1189)[67].
- 1948[68] : 
  - Henri David (1891-) pour Philippe le Hardi, de 1392 à 1404, le train somptuaire d'un grand Valois.
  - Paul Rolland (1896-1949) pour La sculpture tournaisienne, La peinture murale à Tournai et L'église Saint-Quentin à Tournai.
- 1951 : Léon Baudry (médiéviste) pour Guillaume d'Occam, sa vie, ses oeuvres, ses idées sociales et politiques, Tome 1 : L'homme et les oeuvres[69].
- 1954 : Edgar Leroy (1883-1965) pour Les archives communales de Saint-Rémy-de-Provence, des origines au XVIe siècle[70].
- 1957 : Paul-Henri Michel (1894-1964) pour Giordano Bruno. Des Fureurs héroïques[71].
- 1960[72]. : 
  - Michel François pour Lettres de Henri III, roi de France, 1557-1587.
  - François Schmitt (1917-2006) pour Un Pape réformateur et un défenseur de l'unité de l'Église, Benoît XII et l'Ordre des Frères mineurs.
- 1963 : Bibliothèque de l'École des chartes[73].
- 1966 : Philippe Dollinger pour La Hanse (XII. – XVII. siècles)[74].
- 1969 : Michel Meslin pour Les Ariens d'Occident[75].
- 1972 : Jean Tricou pour Armorial et répertoire lyonnais[76].
- 1975 : Ambroise Jobert pour De Luther à Mohila. La Pologne dans la crise de la Chrétienté, 1517-1648[77].
- 1978 : Pascale Bourgain pour Les Œuvres latines d'Alain Chartier[78].
- 1981 : Emmanuel Poulle pour Les instruments de la théorie des planètes selon Ptolémée : équatoires et horlogerie planétaire du xiiie au xvie siècle[79].
- 1984 : André Vauchez pour La sainteté en Occident aux derniers siècles du Moyen Âge (1198-1431)[80].
- 1987 : Jean-Marie Moeglin pour Les Ancêtres du prince. Propagande politique et naissance d'une histoire nationale en Bavière au Moyen Âge (1180-1500)[81].
- 1990 : Jean-Pierre Babelon pour Les châteaux de France au siècle de la Renaissance.
- 1993 : Bernard Vincent pour 1492 - « L’année terrible ».
- 1996 : Christian Trottmann pour La vision béatifique. - Des disputes scolastiques à sa définition par Benoît XII.
- 1999 : Madeleine Lazard pour Agrippa d’Aubigné.
- 2002 : Florence Vuilleumier-Laurens pour La raison des figures symboliques à la Renaissance et à l’Âge classique.
- 2005 : Ursula Bähler pour Gaston Paris et la philologie romane.
- 2008 : Martin Aurell pour La légende du roi Arthur.
- 2011 : Hélène Millet pour L’Église du Grand Schisme (1378-1417).
- 2014 : André Bouvard et à ses collaborateurs pour Heinrich Schickhardt, Inventarium, 1630-1632. L’inventaire des biens et des œuvres d’un architecte de la Renaissance.
- 2017 : Thomas Tanase pour Marco Polo.

### Divers
- 2018 : Anne Lehoërff pour Préhistoires d’Europe – De Néandertal à Vercingétorix.40000-52 avant notre ère.

### Prix Bordin extraordinaire
- 1901[82] : 
  - Ferdinand Chalandon pour Essai sur le règne d'Alexis Ier Comnène (1081-1118).
  - Albert Dufourcq (1872-1952) pour Étude sur les Gesta martyrum romains.
  - Ulysse Robert (1845-1903) pour Heptateuchi partis posterioris versio latina antiquissima e codice lugdunensi, version latine du Deutéronome, de Josué et des Juges, antérieure à saint Jérôme
  - Léon Dorez (1864-1922) pour Itinéraire de Jérôme Maurand, d'Antibes à Constantinople (1544).
  - Gabriel Millet pour Le monastère de Daphni; histoire, architecture, mosaïques.
- 1902 : Léon Dorez (1864-1922) et Germain Lefèvre-Pontalis en tant qu'éditeurs de la Chronique d'Antonio Morosini[83].
- 1903[84] : 
  - Ignazio Guidi pour Vocabolario amarico-italiano (en collaboration avec Kefla Ghiorghis), Rome, 1901 (1200 Fr)
  - René Dussaud pour Histoire et religion des Nosairîs et avec Frédéric Macler pour Voyage archéologique au Safâ et dans le Djebel-ed-Drûz (1000 Fr)
  - Missionnaires catholiques au Tibet (Auguste Desgodins) pour Dictionnaire thibétain-latin-français (800 Fr).
- 1905 : Auguste Molinier pour son mémoire portant la devise Si fata espera rumpas[85].
- 1907[86] : 
  - Alfred Merlin pour L'Aventin dans l'Antiquité.
  - René Pichon pour Les Derniers Écrivains profanes. Les panégyristes, Ausone, Le Querolus, Rutilius Namatianus.
  - Félix Gaffiot pour Le Subjonctif de subordination en latin.
  - Paul Mazon pour Essai sur la composition des comédies d'Aristophane.
  - Fernand Allègre (1849-1942) pour Sophocle, étude sur les ressorts dramatiques de son théâtre et la composition de ses tragédies.
- 1909[87] : 
  - Edmond Doutté pour Magie et religion dans l'Afrique du Nord.
  - Léon de Beylié pour La Kalaa des Beni-Hammad.
  - Henri de Genouillac pour Tablettes sumériennes archaïques: matériaux pour servir à l'histoire de la société sumérienne.
  - Clément Huart pour Les calligraphes et les miniaturistes de l’Orient musulman.
  - Émile Lafuma-Giraud pour sa traduction de Sepher ha-Zohar.
- 1911[88] : 
  - Paul Gout pour Le Mont Saint-Michel, histoire de l'abbaye et de la ville.
  - Jean Ebersolt pour Le Grand Palais de Constantinople et le Livre des cérémonies.
  - Adolphe Landry pour Essai économique sur les mutations dans l'ancienne France de Philippe le Bel à Charles VII.
  - Léon Giron pour Les Peintures murales du département de la Haute-Loire (du XIe au XVIIIe siècle).
  - Joseph Warichez (1870-1935) pour L'Abbaye de Lobbes depuis les origines jusqu'en 1200.
- 1913 : Henri Alline (1884-1918) pour Histoire du texte de Platon[89].
- 1915[90] : 
  - Alfred Bel pour ses travaux historiques sur la région de Tlemcen.
  - M J. Grosset pour Histoire de la musique de l'Inde.
- 1917 : Louis Bréhier (1868-1951) pour La Cathédrale de Reims, une oeuvre française[91]
- 1919 : Jacques Zeiller pour Les origines chrétiennes dans les provinces danubiennes de l'Empire romain[92].
- 1921 : Frédéric Macler pour Le texte arménien de l'Évangile d'après Matthieu et Marc[93].
- 1937[94] : 
  - Léopold-Albert Constans pour Cicéron, correspondance, t. III : Lettres CXXII-CCIV.
  - Jean Cousin pour Quintilien.
  - Ernest Dutoit pour son ouvrage sur la poésie antique.
- 1939[95] : 
  - Henri Massé pour Croyances et coutumes persanes.
  - Pierre Cruveilhier (1868-1941) pour Commentaire du Code d'Hammourabi.
  - Hélène Danthine pour Le palmier-dattier et les arbres sacrés dans l'iconographie de l'Asie occidentale ancienne.
- 1941 : Laurent-Henri Cottineau pour son Répertoire topo-bibliographique des abbayes et prieurés[96]
- 1943[97] : 
  - Raymond Thouvenot pour Essai sur la province romaine de Bétique.
  - Guy Soury pour La Démonologie de Plutarque
- 1947 : André Dupont-Sommer pour La doctrine gnostique de la lettre "wâw" d'après une lamelle araméenne inédite[98]
- 1949 : Léo Verriest pour Corpus des records de coutumes et des lois de chefs-lieux de l'ancien comté de Hainaut[99].
- 1953[100] :
  - Charles Pellat pour Le livre des avares de Gahiz.
  - Dominique Sourdel pour Les cultes du Hauran à l'époque romaine
- 1957 : Henry Bardon (1910-2003) pour La littérature latine inconnue[101].
- 1961 : André Chastel pour Art et humanisme à Florence au temps de Laurent le Magnifique[102].

## Lauréats de l’Académie des sciences morales et politiques
- 1877 : Gabriel Compayré pour Histoire critique des doctrines de l'éducation en France depuis le seizième siècle[103].
- 1891 : René Worms, Léon Brunschvicg et Paulin Malapert ex-aequo sur la morale de Spinoza[104].

...
- 1999 : Jean-Claude Kaufmann pour La femme seule et le prince charmant. Enquête sur la vie en solo, Paris (Nathan), 1999 (section Morale et sociologie).
- 2001 : Cécile Janura pour sa thèse de doctorat Le droit administratif de Marcel Waline. Essai sur la contribution d’un positiviste au droit administratif français (Université d’Artois, 1999). (section Législation, droit public et jurisprudence).
- 2003 : Olivier Midière pour son ouvrage L’aigle, le bœuf et le e-business, 3 tomes, auto-édition, 2002 (section Économie politique, statistique et finances).
- 2005 : Jean-Pierre Gutton pour Dévots et société au XVIIe siècle. Construire le ciel sur la terre, Paris (Belin), 2004 (section Histoire et Géographie).
- 2007 : Frédéric Gros pour États de violence. Essai sur la fin de la guerre, Paris (Gallimard), 2006 (section générale).
- 2009 : Michel Le Guern pour Nicolas Beauzée, grammairien philosophe, Paris (Honoré Champion), 2009 (section Philosophie).
- 2011 : Jacqueline Lalouette pour Jours de fête. Jours fériés et fêtes légales dans la France contemporaine, Paris (Tallandier), 2010 (section Morale et sociologie).
- 2013 : Soudabeh Marin pour Ostad Elahi et la tradition. Droit, philosophie et mystique en Iran, et Ostad Elahi et la modernité. Droit, philosophie et magistrature en Iran, éditions Safran, Bruxelles, 2012.
- 2015 : Xavier Fontanet pour Pourquoi pas nous ?, Paris (Fayard/Les Belles Lettres), 2014.

## Lauréats de l’Académie des beaux-arts
- 1880 : Mathis Lussy et Ernest David pour Mémoire sur l'histoire de la notation musicale depuis ses origines[105].
- 1883 : Alfred Armand pour Les Médailleurs italiens des XVe et XVIe siècles[106].
- 1989 : Pierre et François Greffe pour Traité des dessins et des modèles[107].
- 2001 : Hervé Lacombe pour Georges Bizet : Naissance d'une identité créatrice, Fayard, 2000[108].
- 2007 : Andréi Nakov pour Kazimir Malewicz, le peintre absolu, Thalia Édition (Paris, 2007)[109].
- 2009 : Philippe Bouchet pour Charles Lapicque, le dérangeur[110].
- 2011 : Christophe Looten pour son ouvrage Dans la tête de Richard Wagner, archéologie d'un génie (Éditions Fayard)[111].

## Lauréats de l’Académie des sciences
- 1862 : 
  - Félix Teynard (Photographie)[112].
  - M. Miersch (Photographie)[113].
- 1896 : Jacques Hadamard pour ses travaux sur les géodésiques[114].
- 1907 : Francesco Severi et Federigo Enriques
- 1909 : Michele de Franchis et Giuseppe Bagnera, pour leurs travaux sur les surfaces hyperelliptiques (mathématiques)[115].
- 1911 : Alphonse Demoulin[116] pour son mémoire sur la question sur les systèmes triples orthogonaux de Lamé
- 1964 : Jean Delsarte[117]
- 1992 : Monique Pick[118].